# Seo Woo-jin
Seo Woo-jin (en hangul, 서우진; Seúl, 23 de julio de 2015) es un actor y modelo infantil surcoreano.

## Carrera
Es miembro de la agencia H Nine Company.
El 22 de febrero del 2020 se unió al elenco principal de la serie Hi Bye, Mama!, donde dio vida a Cho Seo-woo, la hija de Cha Yoo-ri (Kim Tae-hee) y Cho Kang-hwa (Lee Kyu-hyung), una pequeña capaz de ver a su fallecida madre, hasta el final de la serie el 19 de abril del mismo año. Para su personaje, Woo-jin tuvo que hacerse pasar por una niña.
El 12 de junio del mismo año realizó una aparición especial durante el último episodio de la serie The King: Eternal Monarch, donde interpretó al pequeño hijo de la ahora primera ministra Mo (Baek Hyun-joo).

## Filmografía

### Series de televisión
| Año     | Título                        | Personaje                      | Notas                           | Ref.   |
| ------- | ----------------------------- | ------------------------------ | ------------------------------- | ------ |
| 2016    | My Little Baby                | -                              | Aparición especial              |        |
| 2016    | Sweet Stranger and Me         | -                              | Aparición especial              |        |
| 2017    | Go Back Couple                | -                              | Aparición especial              |        |
| 2018    | My Contracted Husband, Mr. Oh | -                              | Aparición especial              |        |
| 2018    | Gangnam Scandal               | -                              |                                 |        |
| 2019    | The Light in Your Eyes        | Lee Dae-sang (de pequeño)      |                                 |        |
| 2019    | Save Me 2                     | Seo-joon                       |                                 |        |
| 2019    | Search: WWW                   | -                              | Ep. 12                          |        |
| 2019    | V.I.P                         | Seo-jin                        |                                 |        |
| 2019    | Love with Flaws               | Joo Seo-joon (de pequeño)      |                                 |        |
| 2020    | Hi Bye, Mama!                 | Cho Seo-woo                    | 16 episodios                    |        |
| 2020    | The King: Eternal Monarch     | Hijo de la primera ministra Mo | Ep. 16                          |        |
| 2020    | Lonely Enough to Love         | Kim Min                        | Ep. 2                           |        |
| 2020    | A Man in a Veil               | Han Ho-dong / Lee Min-woo      |                                 |        |
| 2021    | Mouse                         | Jae-hoon (de pequeño)          | Ep. 1, aparición especial       |        |
| 2021    | At A Distance Spring Is Green | Yeo Joon (de pequeño)          | Aparición especial              |        |
| 2021    | The Devil Judge               | Kang Isaac (de pequeño)        | Ep. 3, aparición especial       |        |
| 2021    | You Are My Spring             | Kang Tae-jung (de pequeño)     | 2 episodios, aparición especial |        |
| 2021    | Young Lady and Gentleman      | Lee Se Jong                    | Toda la serie                   | [ 7 ]  |
| 2021-22 | Artificial City               | Jung Hyun-woo                  |                                 |        |
| 2022    | Sponsor                       | Hyun Jin-young                 |                                 |        |
| 2022    | Bajo el paraguas de la reina  | Príncipe Won Son               |                                 | [ 8 ]  |
| 2023    | Brain Cooperation             | Shin Ha-roo                    |                                 |        |
| 2023-24 | Mi chico es Cupido            | Estudiante de primaria         | Serie web                       |        |
| 2024    | Wedding Impossible            | Cho Ji-oh                      |                                 |        |
| 2024    | The Midnight Studio           | Im Yoon-hae/Im Yoon-dal        | Aparición especial              | [ 9 ]  |
| 2025    | Querido Hongrang              | Hong-rang de niño              | Serie web                       | [ 10 ] |